# Lorraine 37L
Il Lorraine 37L o Tracteur de ravitaillement pour chars 1937 Long (dal francese "trattore per rifornimento carri armati") era un veicolo corazzato cingolato leggero sviluppato nel periodo tra le due guerre mondiali dalla Lorraine-Dietrich sulla base di un requisito dell'Esercito Francese dell'aprile 1936 per un veicolo da rifornimento carburanti completamente corazzato, da usare per il supporto in prima linea delle unità corazzate. Il prototipo venne realizzato nel 1937 e la produzione iniziò nel 1939. In questo periodo sullo stesso chassis vennero progettati un veicolo trasporto truppe ed un cacciacarri. Equipaggiando principalmente le grandi unità di fanteria meccanizzata francese, il veicolo trovò vasto impiego durante la campagna di Francia del 1940. Dopo la resa della Francia, la produzione clandestina continuò nella Francia di Vichy, culminata nella realizzazione dopo la liberazione di un piccolo mezzo corazzato da combattimento, che portò, al 1945, la produzione totale a 630 esemplari. La Germania nazista inizialmente riutilizzò i mezzi di preda bellica nel loro ruolo di trasporto ed in seguito, grazie al sistema di sospensioni particolarmente affidabile, ne ricostruì parecchi come cacciacarri Marder I o come semoventi d'artiglieria.

## Storia

### Sviluppo
Nel 1934 venne assegnato l'ordine per progettare un veicolo per il rifornimento di munizioni in grado di aumentare il raggio operativo delle unità indipendenti di carri armati. Lo stesso anno, il Renault 36R venne selezionato per ulteriori sviluppi. Ne vennero ordinati trecento esemplari a partire dal 1938. Il trattore era soltanto parzialmente corazzato e il 17 aprile 1936 venne redatto un nuovo elenco di specifiche e venne progettata una versione completamente corazzata in grado di consegnare combustibile e munizioni ai carri armati durante il combattimento sulla linea del fronte.
All'inizio del 1937 il progetto della Lorraine era pronto. Esso era una versione allungata di un altro modello di veicolo portamunizioni proposto come rimpiazzo della Renault UE. In febbraio 1937, la "Commission de Vincennes", responsabile del matériel militare, venne incaricata di testare il prototipo e di completare le valutazioni entro il 1º novembre dello stesso anno. Il prototipo venne consegnato solo il 9 luglio e testato a partire dal 4 agosto. Anche se il veicolo raggiunse una velocità massima di 30 km/h, questa crollò ad una inaccettabile di 22,8 km/h quando venne agganciato il rimorchio a pieno carico. Il prototipo fu rimandato in fabbrica; dopo l'installazione di un motore più potente e di una frizione irrobustita, esso venne nuovamente sottoposto alle prove sul campo tra il 22 ed il 29 ottobre, raggiungendo ora i desiderati 35 km/h.

### Produzione
La commissione approvò il modello Lorraine alla fine del 1937, impressionata particolarmente dalla robustezza del treno di rotolamento. Nel settembre 1939 venne deciso quindi di riservare l'intera capacità produttiva di sospensioni Lorraine per questo mezzo; ciò significava che la versione più piccola destinata a sostituire la Renault UE, anche se favorita tra gli altri candidati, non sarebbe entrata in produzione; infatti un primo ordine per 100 di questi mezzi venne convertito in un ordine per altrettanti veicoli del tipo più grande.
Nel 1939 vennero emessi tre ordini, rispettivamente per 78, 100 ed altri 100 esemplari di questo nuovo Tracteur de ravitaillement pour chars 1937 L (TRC 37L). Nel 1939, poco prima dell'inizio della guerra, seguirono un quarto ordine per 100 mezzi e poi un quinto per altri 74, ai quali si aggiunse la conversione del suddetto ordine originariamente di 100 piccole cingolette, per un totale di 552 Lorraine 37L. Il primo veicolo venne consegnato dall'azienda produttrice l'11 gennaio 1939; entro il 1º settembre dello stesso anno furono consegnati 212 esemplari.
Dopo lo scoppio della guerra, l'ambizioso piano di espansione del numero di divisioni corazzate comportò l'aumento degli ordinativi a 1.012 mezzi Lorraine. Il rateo di produzione fu portato a 50 mezzi al mese, poi salito a 70. Per soddisfare queste richieste venne aperta una seconda linea di produzione presso le officine Fouga di Bézier, dalle quali sarebbero dovuti uscire inizialmente 20 poi 30 mezzi al mese. In realtà queste quote non vennero mai raggiunte; per esempio entrambe le aziende consegnarono 20 mezzi a gennaio 1940 e 32 a maggio. Il 26 maggio erano stati consegnati da entrambe le fabbriche 432 mezzi su 440 terminati. Il totale della produzione stimato al 25 giugno 1940, data della fine della campagna di Francia, è di 480 mezzi.

## Tecnica
Derivando dal progetto di una chenillette, la Lorraine 37L era un mezzo piuttosto piccolo, largo solo 1,57 m. Le dimensioni richieste dalle forze armate vennero raggiunte allungando lo scafo a 4,22 m e questo ne rendeva la linea vistosamente allungata. Mancando di torretta o sovrastrutture, l'altezza era contenuta a soli 1,215 m. Le piccole dimensioni, unite alla corazzatura leggera (9 mm per le piastre verticali, 6 mm per fondo e tettuccio e 12 per la piastra frontale in fusione), contenevano il peso a sole 5,24 t a vuoto, oltre alle 1,2 t del rimorchio.
Rispetto al peso contenuto del mezzo, le sospensioni erano relativamente robuste ed eccezionalmente affidabili rispetto ad altri treni di rotolamento adottati da altri corazzati francesi del tempo, spesso troppo complicati o fragili. Le sei grandi ruote portanti, divise su tre carrelli, garantivano una bassa pressione specifica sul terreno ed un'ottima distribuzione dei pesi. L'ampia escursione verticale di ogni carrello era controllata da balestre invertite, posizionate immediatamente sotto la corsa superiore del cingolo. I cingoli erano larghi 22 cm. Il treno di rotolamento era completato dalla ruota motrice anteriore, da quella di rinvio posteriore e da quattro rulli reggicingolo. I due membri d'equipaggio (il pilota sulla sinistraI sedevano in un compartimento anteriore ed erano separati dal motore; l'accesso al vano avveniva da due larghi portelli orizzontali: quello inferiore, incernierato anteriormente, era una prosecuzione della piastra frontale; quello superiore, dotato di feritoie di guida, era incernierato superiormente e poteva essere ribaltato all'indietro per consentire l'accesso o per la guida in zone non di combattimento.
Il vano motore, in posizione centrale, era separato da quello del conduttore da una paratia. Il tubo di scappamento ed il silenziatore si prolungavano sul lato sinistro del veicolo, protetto da una copertura blindata. Tutti i veicoli di serie erano motorizzati con un esacilindrico Delahaye Type 135 da 3,556 l, erogante 70 hp a 2.800 giri/minuto. La capacità di guado era di 60 cm, la trincea superabile di 130 cm, la pendenza del 50%. La capacità di carburante era di 144 l, che consentivano un'autonomia di 137 km.
Nella parte posteriore dello scafo era posizionato il cassone per il trasporto delle munizioni, con una portata di 810 kg, che portava la massa a pieno carico del veicolo a 6,05 t. Come la Renault UE, la TRC 37L era dotata di un rimorchio blindato cingolato, a quattro ruote, usato per trasportare un serbatoio di 565 l di carburante per carri; la portata massima era di 690 kg, il peso a pieno carico del rimorchio di 1890 kg, per una portata totale tra trattore e rimorchio di 1,5 t di carico. La lunghezza del complesso trattore-rimorchio era di 6,9 m. Il rimorchio trasportava anche una pompa per carburante Vulcano e casse di stivaggio per olio lubrificante, grasso, acqua ed attrezzature per la manutenzione.

## Ruolo tattico ed impiego operativo
Nel 1939 la Lorraine 37L venne gradualmente introdotta nelle unità di supporto e rifornimento dei battaglioni carri. Questo coincise con un cambiamento della dottrina tattica nell'impiego dei corazzati. Nei primi anni trenta la dottrina francese favoriva la messa in campo di profonde linee difensive per contrastare le infiltrazioni di fanteria e bloccare l'assalto nemico prima che potesse svilupparsi in manovre a larga scala, nelle quali i francesi temevano di essere meno portati rispetto all'avversario tedesco. Aspettandosi che il possibile nemico si sarebbe difeso allo stesso modo, le unità corazzate di fanteria francesi si preoccupavano di come sfondare simili profonde cinture difensive, enfatizzando la stretta cooperazione con la fanteria appiedata. Molta meno attenzione veniva posta alla fase successiva: l'accerchiamento delle forze avversarie.
La situazione mutò alla fine degli anni trenta. Avendo acquisito un considerevole numero di moderni carri ben protetti, la fanteria confidava ora, di poter sfondare le linee nemiche, con un adeguato supporto aereo e di artiglieria nell'ambito di una tattica coordinata. Allo stesso tempo la situazione politica rendeva probabile la necessità di offensive a largo raggio per piegare la Germania. Anche se pochi ufficiali sostenevano la creazione di divisioni corazzate capaci di eseguire sia lo sfondamento che la successiva fase strategica (proposta che richiedeva personale addestrato in numeri semplicemente non disponibili), tutti avevano compreso che la massa di manovra di carri, dopo aver sfondato le linee nemiche, avrebbero immediatamente dovuto accerchiare le posizioni difensive avversarie e contenere il contrattacco delle riserve nemiche, pena la perdita dello slancio dell'attacco e la prematura chiusura delle brecce attraverso le quali le divisioni motorizzate e di cavalleria corazzata avrebbero dovuto lanciarsi per occupare rapidamente le posizioni chiave strategiche. Tuttavia, questa teoria poneva seri problemi logistici: gli autocarri non erano capaci di seguire da vicino i carri sul campo di battaglia. La procedura prescritta per il rifornimento prevedeva che i carri armati tornassero alle posizioni di partenza per essere ricondizionati; mentre questo era praticabile nelle precedenti guerre con i loro lunghi tempi di operazione, risultava invece inaccettabile nel moderno contesto bellico. I carri dovevano essere riforniti direttamente sul campo per riprendere la loro avanzata il più presto possibile. Si rese così necessario un veicolo da rifornimento cingolato, capace di operare su terreni sconnessi tra crateri e trincee, e corazzato contro frammenti di granata, dato che il settore di sfondamento probabilmente sarebbe nel raggio del tiro concentrato delle artiglierie nemiche. Il nuovo mezzo era destinato sia alle unità corazzate di fanteria che a quelle di cavalleria. Ad ogni battaglione carri di fanteria (Bataillon de chars de combat, BCC) indipendente vennero assegnate in organico 12 trattori Lorraine: quattro per il plotone di supporto di ognuna delle tre compagnie carri. I BCC dipendenti invece dalle divisioni corazzate ed equipaggiati con Char B1 o B1bis ricevevano invece 27 TRC 37L: ognuna delle tre compagnie disponeva di 6 trattori nel proprio plotone di supporto, più un altro esemplare per ognuno dei tre plotoni carri. Questa dotazione extra doveva compensare il grande consumo di carburante da parte di questo tipo di carro, i quali, oltre ad essere semplicemente più grandi e pesanti, avevano anche minore autonomia. Ogni gruppo di tre carri (livello di plotone) disponeva quindi del proprio cingolato da rifornimento.
Quando, durante la campagna di Francia, vennero costituite compagnie carri indipendenti, ognuna ricevette 4 trattori Lorraine, 8 se l'unità schierava i Char B1 bis. Tuttavia, i battaglioni di vecchi Renault FT disponevano di semplici autocarri per il rifornimento. Il TRC 37L non era invece diffuso nelle colonie; ma quando in giugno il 67e BCC, equipaggiato con carri D1, venne inviato in Tunisia, venne dotato di questi mezzi.
Nella cavalleria, ogni squadrone di 20 carri disponeva di tre trattori Lorraine, per un totale di 24 per ogni divisione meccanizzata leggera (Division légère mécanique, DLM). Le unità montate su AMR 35 o Panhard 178 usavano autocarri, poiché il trattore era considerato non abbastanza veloce. Venne proposto di rimediare installando un motore più potente, per portare la velocità a 50 km/h. Le divisioni di cavalleria leggera (Division légère de cavalerie, DLC) e le divisioni di fanteria meccanizzata non avevano invece in dotazione il Lorraine 37L.
In pratica i veicoli di rifornimento si muovevano sulla rete stradale ed incontravano i carri in punti di rendez-vous prestabiliti. Il rifornimento era relativamente rapido, grazie alle pompe Vulcano che teoricamente pompavano 565 l in 15 minuti. Per completare il rifornimento di un carro pesante normalmente erano necessari tra i 40 ed i 60 minuti. I serbatoi sui rimorchi dei trattori venivano poi riempiti dagli autocarri della compagnia di supporto, ognuno con 3.600 litri di benzina; la compagnia a sua volta si riforniva presso i magazzini di battaglione, spostati su autocarri in fusti da 50 litri. Questa procedura di distribuzione assicurava un sufficiente flusso di carburante a livello tattico, ma era troppo macchinoso a livello strategico: in caso di lunghi spostamenti su strada, i carri venivano riforniti direttamente dagli autocarri.
Quando iniziò l'invasione tedesca il 10 maggio 1940, le unità carri francesi avevano in organico una forza totale di 606 Lorraine 37L; i numeri prodotti erano largamente insufficienti a coprire l'organico previsto. Circa un terzo delle unità dovette fare a meno del trattore. Lo Stato maggiore generale decise di aumentare della metà la dotazione di trattori della 1e e della 2 Division cuirassée (DCR); queste unità erano state assegnate come riserva in caso di un atteso tentativo tedesco di sfondamento presso Gembloux e la ridotta autonomia dei loro Char B1bis preoccupava gli alti comandi. Per reperire i mezzi necessari, la 3e DCR in via di costituzione trasferì i suoi 12 trattori alla 1e.. Ironicamente, lo sfondamento tedesco avvenne a Sedan ed a contrastare l'avanzata dei Panzer venne inviata proprio la 3e DCR e, nonostante il grande numero di Lorraine 37L da rifornimento in dotazione, la 1e DCR venne sorpresa il 15 maggio dalla 7. Panzer-Division proprio mentre effettuava il rifornimento.
Durante la campagna gli equipaggi dei trattori ravvisarono subito la necessità di un armamento di bordo ed improvvisarono sul campo sostegni per mitragliatrici a bordo dei propri mezzi.

## Derivati francesi

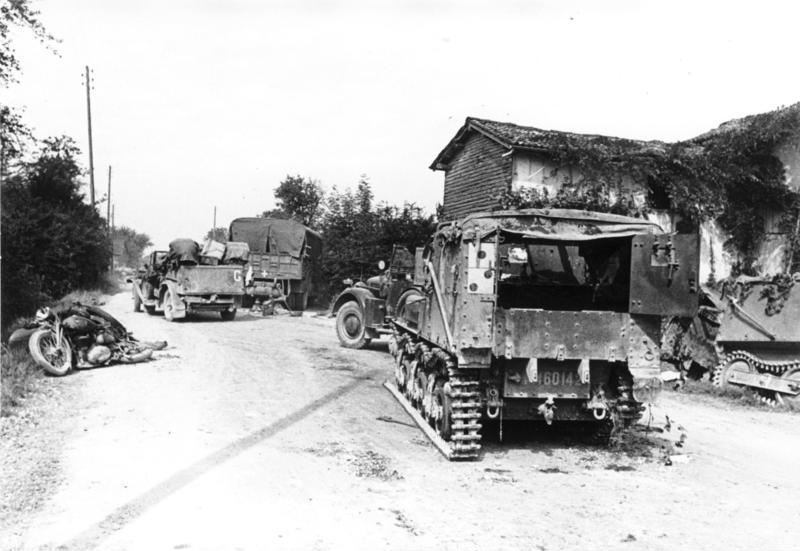
Un VBCP 38L abbandonato, 1940.

Il primo derivato del TRC 37L fu un veicolo trasporto truppe corazzato, la Voiture blindée de chasseurs portés 38L o VBCP 38L. Come il predecessore, anche il Lorraine 38L era equipaggiato di un rimorchio cingolato corazzato. La portata totale del mezzo era di 12 uomini: conduttore e capocarro nel vano di guida, 4 fanti nel vano di carico e 6 fanti nel rimorchio. Con circa 150 mezzi consegnati entro il 25 giugno 1940, l'esercito francese fu così l'unico tra quelli impegnati nella battaglia di Francia a schierare trasporti truppe interamente cingolati. I mezzi erano destinati al Bataillon de Chasseurs Portés in organico ad ogni DCR.
Venne realizzato anche un modello migliorato, il VBCP 39L, creato ingrandendo il vano di carico in modo da ospitare 8 passeggeri. Questo modello era privo di rimorchio ed i 10 passeggeri totali erano trasportati tutti nello scafo. Il nuovo più spazioso vano, sempre a cielo aperto, era ricavato innalzando le fiancate ed il tettuccio del mezzo e prolungando la piastra frontale inclinata; la configurazione generale ricorda molto quella dei corrispondenti veicoli postbellici (come il M113). Vennero ordinati 200 VBCP 39L, nessuno dei quali consegnato entro la fine delle ostilità in giugno 1940. Dal veicolo vennero estrapolate alcune varianti sperimentali, come il cacciacarri (Chasseur de Chars Lorraine) armato con cannone da 47 mm SA 37 e dei carri comando.

## Produzione di Vichy

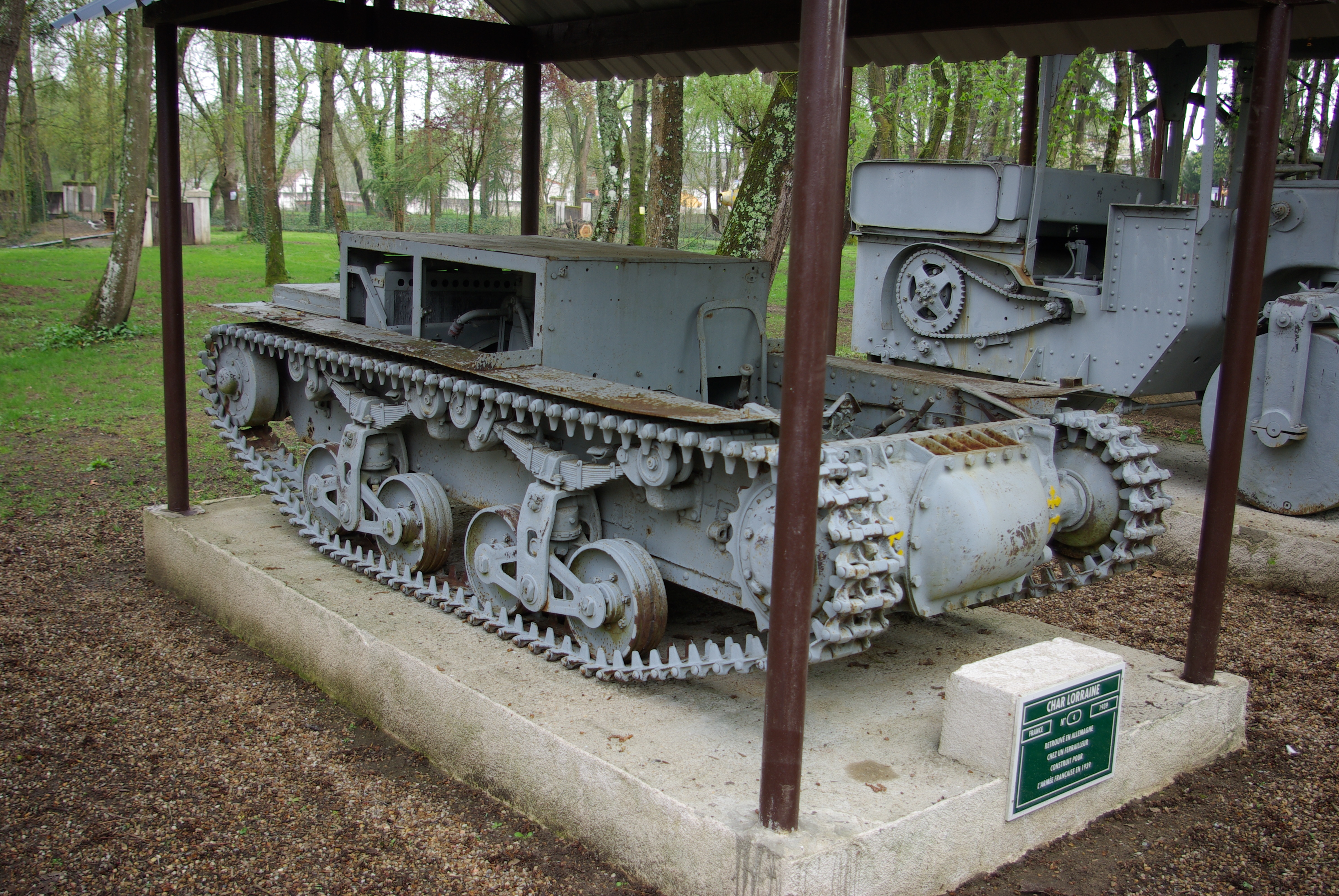
Scafo di Lorraine 37L 44 "corto".

Tra il 1939 ed il 1940 la produzione dei Lorraine 37L era localizzata nelle officine Lorraine-Dietrich di Lunéville. All'inizio del 1939 si decise di realizzare una fabbrica in una località più meridionale, meno vulnerabile ad eventuali bombardamenti tedeschi, a Bagnères-de-Bigorre. Da questi Atelier de Bagnéres non uscì nessun mezzo prima dell'armistizio, ma ricadde, come l'altro stabilimento produttore del mezzo della Fouga, nel territorio della Francia di Vichy, non occupato dalla Wehrmacht. La produzione continuò a basso ritmo dopo il giugno 1940 per un totale di 150 veicoli, anche se ufficialmente non per uso militare. Alcuni di questi mezzi avevano uno scafo accorciato, con treno di rotolamento ridotto a due carrelli per lato. I trattori Lorraine vennero estesamente utilizzati nel settore forestale e delle costruzioni; in realtà si trattava di mezzi corazzati clandestini, facilmente ricostruibili per il combattimento in caso di necessità: la AMX infatti produsse segretamente scafi corazzati per questi veicoli, che vennero immagazzinate. Questo mezzo venne chiamato Tracteur Lorraine 37L 44. Dopo l'occupazione del sud da parte delle truppe tedesche nel novembre 1942, molti di questi scafi vennero nascosti. Nella primavera del 1944 la resistenza francese attaccò gli stabilimenti di Bagnères su ordine di Londra, poiché gli Alleati ritenevano che vi si producessero veicoli per la Germania. Per prevenire nuovi attacchi, la Lorraine informò la resistenza della produzione clandestina, promettendo di armare i mezzi esistenti ad uso dei partigiani stessi. I primi 20 di questi 37L 44 vennero consegnati nel gennaio 1945, dopo la liberazione, e la fabbrica continuò a modificare i mezzi esistenti per tutta la durata della guerra, al ritmo di 20 al mese, spesso introducendo una sovrastruttura corazzata armata di mitragliatrice leggera o pesante, sulla parte anteriore o su quella posteriore dello scafo.

## Servizio con la Wehrmacht
Nel 1940, dopo la caduta della Francia, circa 360 di essi vennero lasciati di scorta fino al 1942, quando i tedeschi decisero di realizzare dei "veicoli di ripiego" con i Lorraine Schlepper(f) di preda bellica. I tedeschi infatti non avevano un prodotto similare ed i Lorraine soddisfecero quindi il requisito per un veicolo di supporto completamente cingolato. A questo seguirono delle versioni armate come semoventi d'artiglieria. La Wehrmacht realizzò nel tempo:
- Gefechtsfeld-Versorgungsfahrzeug Lorraine 37L(f): veicolo da rifornimento sul campo di battaglia.
- Munitionstransportkraftwagen auf Lorraine Schlepper(f): veicolo portamunizioni.
- 7.5 cm PaK 40/1 auf Geschuetzwagen Lorraine Schlepper(f): semovente cacciacarri equipaggiato con il diffuso cannone 7,5 cm PaK 40; la conversione fu effettuata su 170 esemplari tra luglio ed agosto 1942, su direzione del maggiore Alfred Becker.
- 15 cm schwere Feldhaubitze 13/1 (Selbstfahrlafette) Geschützwagen Lorraine Schlepper (f): semovente armato con l'obice 15 cm sFH 13; il Baucommando Becker realizzò il mezzo in due tranche, una di 30 veicoli, inviati a supportare la 21. Panzer-Division di Rommel in Africa, ed una seconda di 64-72 mezzi migliorati, con treno di rotolamento irrobustito[2].
- 10,5 cm leFH 18 (Sf) Geschützwagen Lorraine Schlepper(f): semovente armato con l'obice 10,5 cm leFH 18M; i primi 12 esemplari, prodotti dalla Alkett, raggiunsero il gepanzerte Artillerie-Regiment (Sfl.) 1. e 2. nel settembre del 1942; dieci veicoli arrivarono all'Artillerie-Regiment 227. nel dicembre dello stesso anno gli ultimi 12 mezzi furono prodotti dal Baukommando Becker in luglio 1943 e vennero consegnati al Panzer-Artillerie-Regiment 155. tra settembre ed ottobre. Furono impiegati nel contrasto dello sbarco in Normandia[3].
- Beobachtungswagen auf Lorraine Schlepper(f): 30 veicoli da osservazione avanzata per l'artiglieria;
- 12,2 cm Kanone(r) auf Geschuetzwagen Lorraine(f): un prototipo armato con l'obice russo 122 mm M1910/30, catturato in grandi quantità nelle prime fasi dell'Operazione Barbarossa; l'unico prototipo di cui si ha notizia prese parte ai combattimenti dell'estate del 1944, caricato su un treno blindato[4].
- Lorraine 38L(f): anche il trasporto truppe VBCP 38L fu riutilizzato dai tedeschi con questo nome.